# Pomnik Chrystusa Króla w Przeworsku
Pomnik Serca Jezusowego w Przeworsku – pomnik zlokalizowany w Przeworsku, przy ul. Kościelnej, na terenie dziedzińca Bazyliki Mniejszej pw. Ducha Świętego.
Pomnik został wzniesiony jako wotum wdzięczności za uratowanie miasta od zniszczeń podczas działań wojennych w 1944. Gdy do Przeworska zbliżał się front walk rosyjsko-niemieckich, ks. prał. Roman Penc złożył przyrzeczenie, że jeżeli w czasie tych operacji miasto nie ucierpi, to w podzięce Bogu doprowadzi do ufundowania pomnika Chrystusa Króla. Modlitwy Prałata zostały wysłuchane - Przeworsk został ocalony. Parafianie zlecili wykonanie pomnika rzeźbiarzowi Józefowi Wilkowi. Pomnik został odlany w cemencie w latach 40. XX w., lecz zmontowany już po śmierci rzeźbiarza w 1957 r. Józef Wilk wymienia tę rzeźbę w dokumencie przechowywanym w zbiorach archiwaliów Muzeum Narodowego Ziemi Przemyskiej w Przemyślu.
Posąg przedstawia Chrystusa w typie Najświętsze Serce Jezusa. Z przodu, na łuku tęczy znajdują się dwie figury aniołów podtrzymujących wazę, ku której wyciągają się dłonie grzeszników.